# Corisco (Guinea Equatoriale)
Corisco è un centro abitato della Guinea Equatoriale, costituito dall'isola omonima (o di Mandj). Si trova nella Provincia Litorale, e ha 150 abitanti.

## Geografia fisica
L'isola si trova a 29 km dalla costa a sud-ovest dell'estuario del fiume Muni che definisce il confine con il Gabon e dà il nome alla più estesa delle due regioni che compongono la Guinea Equatoriale, chiamata appunto Rio Muni, continentale, mentre l'altra regione, meno estesa, è costituita appunto dalle isole.
Ha una superficie di 14 km² e il suo punto più alto è a 35 metri sul livello del mare. 
Il villaggio più importante all'interno dell'isola-comune è Gobe. La lingua parlata dagli autotoctoni, oltre allo spagnolo castigliano, è il Fang antico idioma locale del Rio Muni.

## Amministrazione
Il comune (municipio in spagnolo) di Corisco, appartenente al distretto di Cogo, parte della Provincia Litorale, è costituito, oltre che dall'isola di Corisco, dalle isole di Elobey Chico ed Elobey Grande.

## Storia

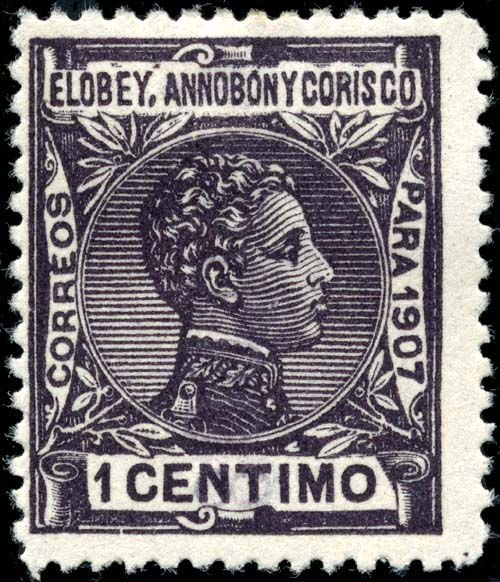
Francobollo da 1 centesimo dedicato alle isole della Guinea Equatoriale: Elobey, Annobón e Corisco

Corisco fu acquisita dalla Spagna nel 1843 ad opera di Juan José Lerena y Barry capitano della marina che a quei tempi aveva il controllo sul golfo della Guinea. 
Possedimento di scarso interesse, l'isola fu incorporata alla Guinea Equatoriale all'atto della sua indipendenza nel 1968.
Solo in anni recenti ha acquistato importanza economica dovuta alla scoperta di giacimenti di petrolio sfruttati a partire dal 1981 da un consorzio di compagnie petrolifere internazionali.
A seguito della rilevanza economica assunta nell'ambito della regione, il possesso dell'isola di Corisco è rivendicato dal Gabon, creando tensione politica con la Repubblica di Guinea a cui appartiene giuridicamente.